# KAJOTbet Hockey Games 2013 (duben)
KAJOTbet Hockey Games 2013 byl turnaj v rámci série Euro Hockey Tour 2012/2013, který se konal od 25. do 28. dubna 2013. Zápas mezi Švédskem a Ruskem se uskutečnil v Kinnarps Aréně ve Švédsku, ostatní zápasy se uskutečnily v brněnské Kajot Aréně.

## Tabulka
| Poř. | Tým     | Z | V | VP | PP | P | VG | OG | B |
| ---- | ------- | - | - | -- | -- | - | -- | -- | - |
| 1.   | Švédsko | 3 | 3 | 0  | 0  | 0 | 7  | 3  | 9 |
| 2.   | Rusko   | 3 | 1 | 1  | 0  | 1 | 6  | 6  | 5 |
| 3.   | Česko   | 3 | 1 | 0  | 0  | 2 | 4  | 5  | 3 |
| 4.   | Finsko  | 3 | 0 | 0  | 1  | 2 | 4  | 7  | 1 |

Z = Odehrané zápasy; V = Výhry; VP = Výhry v prodloužení/nájezdech; PP = Prohry v prodloužení/nájezdech; VG = vstřelené góly; OG = obdržené góly; B = Body

## Zápasy
| 25. dubna 2013 18:00 SEČ | Finsko | 2:3 (0:0, 1:2, 1:1) | Česko | Kajot Arena, Brno Návštěvnost: 5846 |  |

| Report                                       |                                              |          |                                                            |                             |
| Joni Ortio                                   | Joni Ortio                                   | Brankáři | Jakub Kovář                                                | Rozhodčí: Sergejev Anisimov |
| Janne Pesonen 28:35' Ville Viitaluoma 45:15' | Janne Pesonen 28:35' Ville Viitaluoma 45:15' |          | Petr Hubáček 26:09' Petr Tenkrát 26:59' Zbyněk Irgl 46:31' | Rozhodčí: Sergejev Anisimov |
| 8 min                                        | 8 min                                        | Tresty   | 4 min                                                      | Rozhodčí: Sergejev Anisimov |
| 17                                           | 17                                           | Střely   | 19                                                         | Rozhodčí: Sergejev Anisimov |

| 25. dubna 2013 19:00 SEČ | Švédsko | 4:2 (1:0, 3:2, 0:0) | Rusko | Kinnarps Arena, Švédsko Návštěvnost: 5282 |  |

| Report                                                                                  |                                                                                         |          |                                                |                               |
| Johan Backlund                                                                          | Johan Backlund                                                                          | Brankáři | Konstantin Barulin a Vasilij Košečkin          | Rozhodčí: Laaksonen Fonselius |
| Nicklas Danielsson 09:50' Niklas Persson 20:19' Dick Axelsson 24:50' Linus Omark 28:28' | Nicklas Danielsson 09:50' Niklas Persson 20:19' Dick Axelsson 24:50' Linus Omark 28:28' |          | Sergej Mozjakin 32:42' Alexander Svitov 35:32' | Rozhodčí: Laaksonen Fonselius |
| 12 min                                                                                  | 12 min                                                                                  | Tresty   | 10 min                                         | Rozhodčí: Laaksonen Fonselius |
| 32                                                                                      | 32                                                                                      | Střely   | 22                                             | Rozhodčí: Laaksonen Fonselius |

| 27. dubna 2013 14:00 SEČ | Česko | 0:1 (0:1, 0:0, 0:0) | Švédsko | Kajot Arena, Brno Návštěvnost: 5931 |  |

| Report          |                 |          |                      |                             |
| Alexander Salák | Alexander Salák | Brankáři | Johan Gustafsson     | Rozhodčí: Anisimov Sergejev |
|                 |                 |          | Pär Arlbrandt 18:19' | Rozhodčí: Anisimov Sergejev |
| 8 min           | 8 min           | Tresty   | 10 min               | Rozhodčí: Anisimov Sergejev |

| 27. dubna 2013 18:00 SEČ | Rusko | 2:1 SN (0:1, 0:0, 1:0 - 1:0) | Finsko | Kajot Arena, Brno Návštěvnost: 3826 |  |

| Report                                                      |                                                             |          |                           |                          |
| Vasilij Košečkin                                            | Vasilij Košečkin                                            | Brankáři | Joni Ortio                | Rozhodčí: Hribík Šindler |
| Alexej Těreščenko 40:48' rozhodující nájezd Sergej Mozjakin | Alexej Těreščenko 40:48' rozhodující nájezd Sergej Mozjakin |          | Juha-Pekka Hytönen 05:08' | Rozhodčí: Hribík Šindler |
| 8 min                                                       | 8 min                                                       | Tresty   | 6 min                     | Rozhodčí: Hribík Šindler |

| 28. dubna 2013 14:00 SEČ | Švédsko | 2:1 (1:1, 1:0, 0:0) | Finsko | Kajot Arena, Brno Návštěvnost: 5226 |  |

| Report                                           |                                                  |          |                        |                         |
| Joacim Eriksson                                  | Joacim Eriksson                                  | Brankáři | Atte Engren            | Rozhodčí: Minář Šindler |
| Jimmie Ericsson 16:27' Nicklas Danielsson 30:32' | Jimmie Ericsson 16:27' Nicklas Danielsson 30:32' |          | Sakari Salminen 10:19' | Rozhodčí: Minář Šindler |
| 16 min                                           | 16 min                                           | Tresty   | 18 min                 | Rozhodčí: Minář Šindler |
| 44                                               | 44                                               | Střely   | 13                     | Rozhodčí: Minář Šindler |

| 28. dubna 2013 18:00 SEČ | Česko | 1:2 (1:0, 0:2, 0:0) | Rusko | Kajot Arena, Brno Návštěvnost: 7200 |  |

| Report               |                      |          |                                          |                         |
| Alexander Salák      | Alexander Salák      | Brankáři | Konstantin Barulin                       | Rozhodčí: Nord Sjoqvist |
| Ivan Rachůnek 04:20' | Ivan Rachůnek 04:20' |          | Jegor Averin 23:24' Kirill Petrov 39:54' | Rozhodčí: Nord Sjoqvist |
| 10 min               | 10 min               | Tresty   | 16 min                                   | Rozhodčí: Nord Sjoqvist |
| 26                   | 26                   | Střely   | 24                                       | Rozhodčí: Nord Sjoqvist |